# 大牟田市立延命中学校
大牟田市立延命中学校（おおむたしりつえんめいちゅうがっこう）は、福岡県大牟田市昭和町にあった公立中学校。2015年3月31日限りで大牟田市立船津中学校及び右京中学校と統廃合され、翌4月1日より大牟田市立宅峰中学校となった。
最寄り駅はJR大牟田駅。

## 所在地
- 福岡県大牟田市昭和町240番地

## 沿革
- 1951年（昭和26年）4月1日 - 大牟田市立延命中学校創立
- 1951年（昭和26年）4月28日 - 木造2階建2教室唆工
- 1952年（昭和27年）7月10日 - 本館（鉄筋3階建6教室）落成
- 1954年（昭和29年）5月1日 - 木造2階建4教室増築
- 1955年（昭和30年）5月30日 - 本館第2期工事完成（鉄筋3階建　校長室・職員室・事務室・普通教室6）
- 1957年（昭和32年）11月15日 - 木造平屋建図書館建設
- 1961年（昭和36年）9月2日 - 本館第3期増築工事落成
- 1962年（昭和37年）3月31日 - 木造2階建増築工事竣工
- 1962年（昭和37年）12月11日 - 技術室・理科室竣工
- 1963年（昭和38年）3月18日 - 庭園池および「考える人」像竣工
- 1963年（昭和38年）4月10日 - 玄関前和洋式庭園完成
- 1966年（昭和41年）3月31日 - 鉄筋第2棟（16教室）竣工
- 1969年（昭和44年）3月15日 - 体育館落成
- 1980年（昭和55年）6月21日 - プール落成
- 1985年（昭和60年）9月1日 - 本館および1年校舎の大規模改修工事
- 1986年（昭和61年）1月30日 - 鉄筋3階建・特別教室棟竣工
- 1986年（昭和61年）10月11日 - 運動場防球ネット設置
- 1999年（平成11年）3月19日 - 新部室（10室）新築完成
- 2000年（平成12年）4月11日 - インターネット接続工事完了
- 2002年（平成14年）8月12日 - 三棟二階、三階の、廊下上板張り替え工事完了
- 2003年（平成15年）8月28日 - 三棟一階の廊下上板張り替え工事完了
- 2004年（平成16年）8月31日 - 屋内運動場床研磨工事完了

## 近隣施設
- 延命公園
  - 大牟田市動物園
  - 大牟田市市民体育館
  - 大牟田市延命球場
- 三池カルタ記念館等複合施設（カルタックスおおむた） - 大牟田市立図書館、三池カルタ・歴史記念館